# Tour de Savoia Mont Blanc
El Tour de Savoia Mont Blanc és una competició ciclista francesa per etapes que es disputa als departaments de Savoia i Alta Savoia. La cursa es creà el 1999 amb el nom de Tour de Savoia. El 2005 s'integrà en el circuit UCI Europa Tour, i canvià al nom Tour del País de Savoia. El 2016 canvià al nom actual.

## Palmarès
| Any                       | Vencedor            | Segon              | Tercer                    |
| ------------------------- | ------------------- | ------------------ | ------------------------- |
| Tour de Savoia            |                     |                    |                           |
| 1999                      | Christian Milesi    | Mickaël Magnin     | Yoann Petiot              |
| 2000                      | Christophe Edaleine | Florian Germain    | Nicolas Kocianski         |
| 2001                      | Florian Germain     | Nicolas Vayr       | Jean-Vincent Colin        |
| 2002                      | Matthieu Sprick     | Florian Germain    | Yohan Boissy              |
| 2003                      | Matthieu Sprick     | Nicolas Dulac      | Nicolas Prin              |
| Tour del País de Savoia   |                     |                    |                           |
| 2004                      | Rémi Pauriol        | Nicolas Dulac      | Mathieu Perget            |
| 2005                      | Blaise Sonnery      | Nicolas Prin       | Paweł Cieślik             |
| 2006                      | Jean-Charles Sénac  | Nicolas Hartmann   | Blaise Sonnery            |
| 2007                      | Daniel Martin       | Ma Haijun          | Dalivier Ospina           |
| 2008                      | Guillaume Bonnafond | Julien Bérard      | Sander Maasing            |
| 2009                      | Ben Gastauer        | Tejay van Garderen | Yannick Eijssen           |
| 2010                      | Nicolas Schnyder    | Thomas Bonnin      | Nicolas Edet              |
| 2011                      | Nikita Nóvikov      | Romain Bardet      | Laurent Beuret            |
| 2012                      | Stéphane Rossetto   | Warren Barguil     | Yoann Barbas              |
| 2013                      | Yoann Barbas        | Clément Chevrier   | Moisés Dueñas Nevado      |
| 2014                      | Louis Vervaeke      | Dmitri Ignatjew    | Jesús del Pino Corrochano |
| 2015                      | David Belda García  | Sam Oomen          | Julien Antomarchi         |
| Tour de Savoia Mont Blanc |                     |                    |                           |
| 2016                      | Enric Mas Nicolau   | Tao Geoghegan Hart | Ben O'Connor              |
| 2017                      | Egan Bernal Gómez   | Bjorg Lambrecht    | Harm Vanhoucke            |
| 2018                      | Riccardo Zoidl      | Matteo Badilatti   | Jérémy Maison             |
| 2019                      | Chris Harper        | Pierpaolo Ficara   | Jeremy Bellicaud          |
| 2020                      | Pierre Rolland      | Alexis Guérin      | Maxim Van Gils            |
| 2021                      | Alexander Cepeda    | Roland Thalmann    | Santiago Umba             |